# Eurythrips longilabris
Eurythrips longilabris är en insektsart som beskrevs av Watson 1921. Eurythrips longilabris ingår i släktet Eurythrips och familjen rörtripsar. Inga underarter finns listade i Catalogue of Life.